# Adipati
Adipati (sanskriet अधिपति, adhipati) is een hoge rang in de Javaanse aristocratie. Deze adellijke titel is het equivalent van een Europese hertog. Een hertogdom is een "Kadipaten".